# Pont-canal de Briare
Pour les articles homonymes, voir Briare (homonymie).
Le pont-canal de Briare est un pont-canal portant le canal latéral à la Loire au-dessus de la Loire.
L'ouvrage est situé sur le territoire des communes de Briare et de Saint-Firmin-sur-Loire situées dans le département du Loiret et la région Centre-Val de Loire.
Le pont-canal n'est pas situé sur le cours du canal de Briare mais sur le canal Latéral à la Loire. Il n'en est d'ailleurs pas le dernier pont-canal sur son linéaire, mais l'avant-dernier, le dernier se situant à la Cognardière, juste à la jonction du canal Latéral avec le canal de Briare;

## Historique
Les bateaux descendant le canal latéral à la Loire devaient traverser cette dernière pour rejoindre le canal de Briare. Ce passage s'effectuait par le chenal endigué de Mantelot long d'un kilomètre en travers du fleuve, entre les écluses de Mantelot (rive gauche) et des Combles (rive droite), sur les communes de Châtillon-sur-Loire et Ousson-sur-Loire, à 5 km en amont de Briare. Le canal Latéral continuait ensuite son trajet jusqu'à cette ville dans laquelle il rejoignait le canal de Briare juste à l'amont de l'écluse de Baraban. Cette traversée, soumise aux aléas du débit du fleuve (crues, étiages, embâcles, courant...), était assez longue, pénible et dangereuse, motivant la construction du pont-canal.
Lors de la construction du canal latéral à la Loire de 1827 à 1838, un pont-canal avait déjà été envisagé sur la commune de Châtillon pour franchir la Loire, sur le modèle de celui du Guétin par lequel le canal latéral à la Loire franchit l'Allier. Mais un tel ouvrage en maçonnerie à cet endroit aurait constitué un véritable barrage en cas de crue importante : avec des arches en plein cintre, plus l'eau monte, et moins elle passe. Il fallut attendre que la technologie du métal, et en particulier celle de l'acier doux, soit suffisamment avancée pour permettre d'envisager un pont-canal métallique qui seul pouvait laisser une très large ouverture pour la Loire en crue. La déclivité entre Châtillon et Briare permettant de gagner encore un peu de hauteur libre, c'est dans cette dernière ville qu'il fut choisi d'implanter l'ouvrage.
Pour emprunter le pont-canal, le canal latéral à la Loire fut enrichi d'un nouveau tronçon de près de 14 km de long entre l'amont de son écluse de l'Étang (no 39) et l'amont de celle de la Cognardière, la quatrième du canal de Briare où il rejoint celui-ci.
À défaut d'être le premier, le pont-canal de Briare fut longtemps, avec ses 662 mètres, le plus long pont-canal métallique du monde. Il n'a été détrôné qu'en 2003 par le pont-canal de Magdebourg, sur l'Elbe, qui mesure 918 mètres. Il ne fut jamais le plus long pont-canal du monde, celui de Gannavaram, en Inde, datant de 1856, est plus long de 20 mètres.
Le projet fut déclaré d'utilité publique par le Journal officiel en 1889 pour un coût estimé à 6 500 000 francs.
Sa conception est due aux ingénieurs Léonce-Abel Mazoyer, Charles Sigault et Pierre Moreau. Mazoyer était alors chargé de la mise au gabarit Freycinet de toute la ligne fluviale Roanne-Briare et d'une partie du canal du Nivernais, et le pont-canal de Briare s'inscrivait dans ce programme.
La maçonnerie (piles et culées) fut confiée à Gustave Eiffel entre 1890 et 1896 et la cuvette métallique à l’entreprise Daydé & Pillé de Creil. Inauguré en catimini, les Briarois l'accusant d'inonder leurs caves (ce qui fut loin d'être prouvé car il avait beaucoup plu les jours précédents), le 16 septembre 1896 par le bateau « Aristide » d'Ernest Guingamp, il a permis le développement du transport Loire-Seine avec la mise au gabarit Freycinet du réseau fluvial. Il fait l’objet d’une inscription au titre des monuments historiques depuis le 12 mai 1976.
L'année suivante, Léonce-Abel Mazoyer a conçu un « petit frère » de cet ouvrage : le pont-rivière de l'Oudan par lequel cette petite rivière passe au-dessus du canal latéral de Roanne à Digoin, à Roanne.

## Description

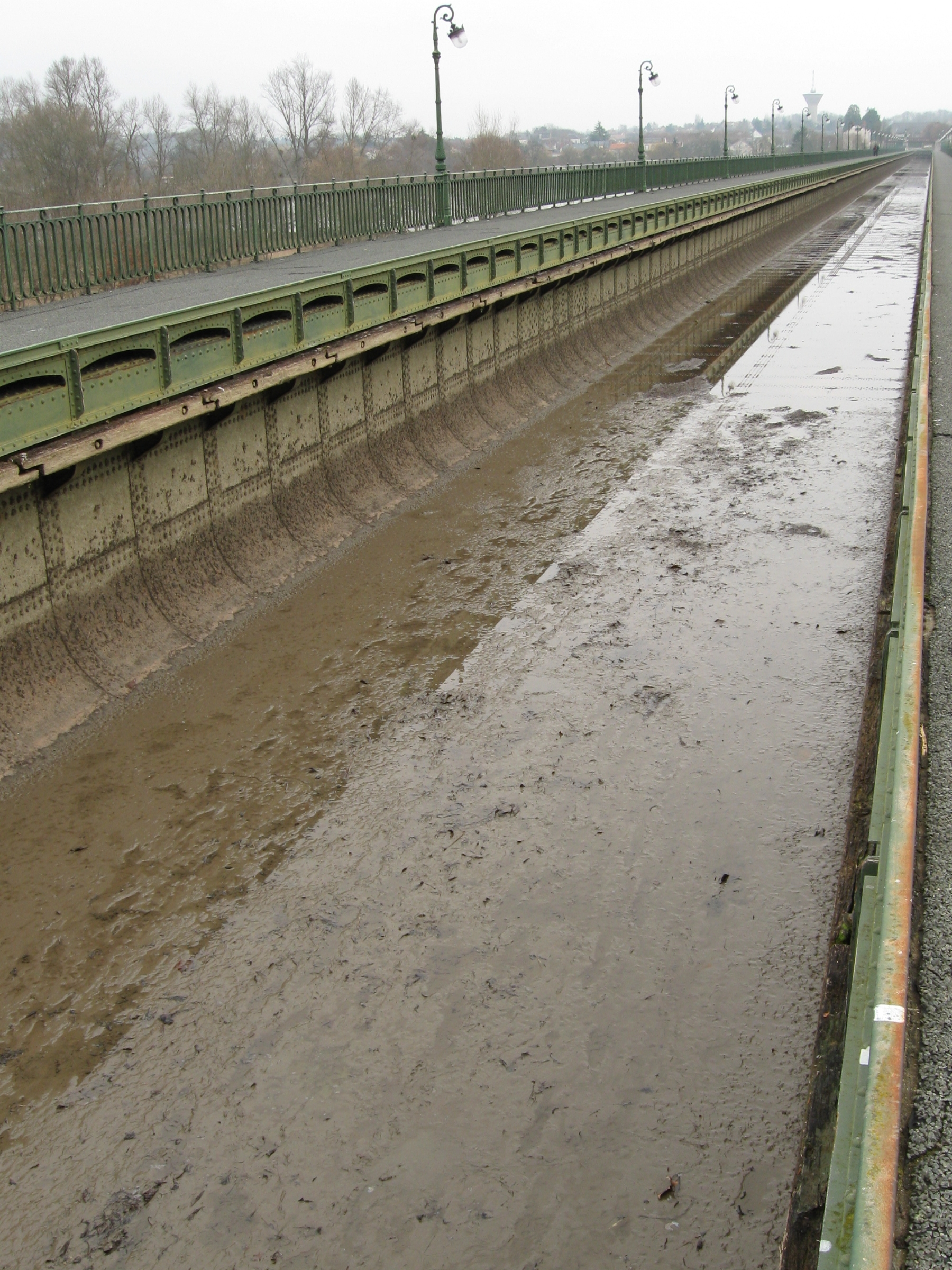
Pont-canal vidangé pour entretien.

Entièrement métallique, la voie d'eau est bordée de deux trottoirs et d'une rangée de lampadaires. Son abord est marqué de chaque côté de deux colonnes rostrales ornementées, l'ensemble évoquant le pont Alexandre-III à Paris.
Les éléments de décor tels que les huit rostres (deux par colonne), les chimères et les lampadaires sortent des fonderies Magnard et compagnie de Fourchambault et des fonderies de L. Gasne, à Tusey dans la Meuse.
La largeur du canal est de six mètres avec un mouillage de 2,2 mètres pour un tirant d'eau de 1,80 mètre. Sa cuvette est en acier doux. Le pont repose sur quatorze piliers en pierre. Ces piles épaisses de 3 m délimitent 15 travées de 37 m permettant largement aux crues de passer sans dommage pour l'ouvrage; 
En plus de la Loire, l'ouvrage franchit aussi le « vieux » canal latéral à la Loire de 1838 juste avant d'entrer dans Briare. Il fut question aussi, lors de sa conception, de le doubler par un pont routier dont Briare était alors et est toujours dépourvue. Sur son linéaire, le pont-canal de Briare n'est pas le dernier du canal latéral à la Loire : juste avant de se connecter au canal de Briare à la Cognardière, il franchit la Trézée au moyen d'un ultime pont-canal en maçonnerie comportant quatre arches.

## Dans le  média
De courtes séquences (au générique de début) de l'épisode La Nuit des Parfaits de la série télévisée Karatekas and Co, diffusée en 1973 sur la première chaîne de l'ORTF, ont pour cadre les installations du pont-canal. On y voit Jean Marais (interprétant le rôle de L'Empereur, personnage principal de la série) sortir côté quai d'un pavillon d'exploitation (aujourd'hui occupé par un artisan chocolatier-confiseur-glacier) qui est situé (côté rive-droite de la Loire et sur la rive nord du canal) juste avant le pont lui-même, avant de s'embarquer sur une barque à moteur en restant debout sur celle-ci. Puis le  téléspectateur le voit voguer, à distance et de dos, s'engageant sur le pont-canal, entre les colonnes.
Un timbre horizontal de La Poste, d'une valeur faciale de 2,30 francs, a été émis le 7 juillet 1990, représentant le pont-canal de Briare.

## Galerie

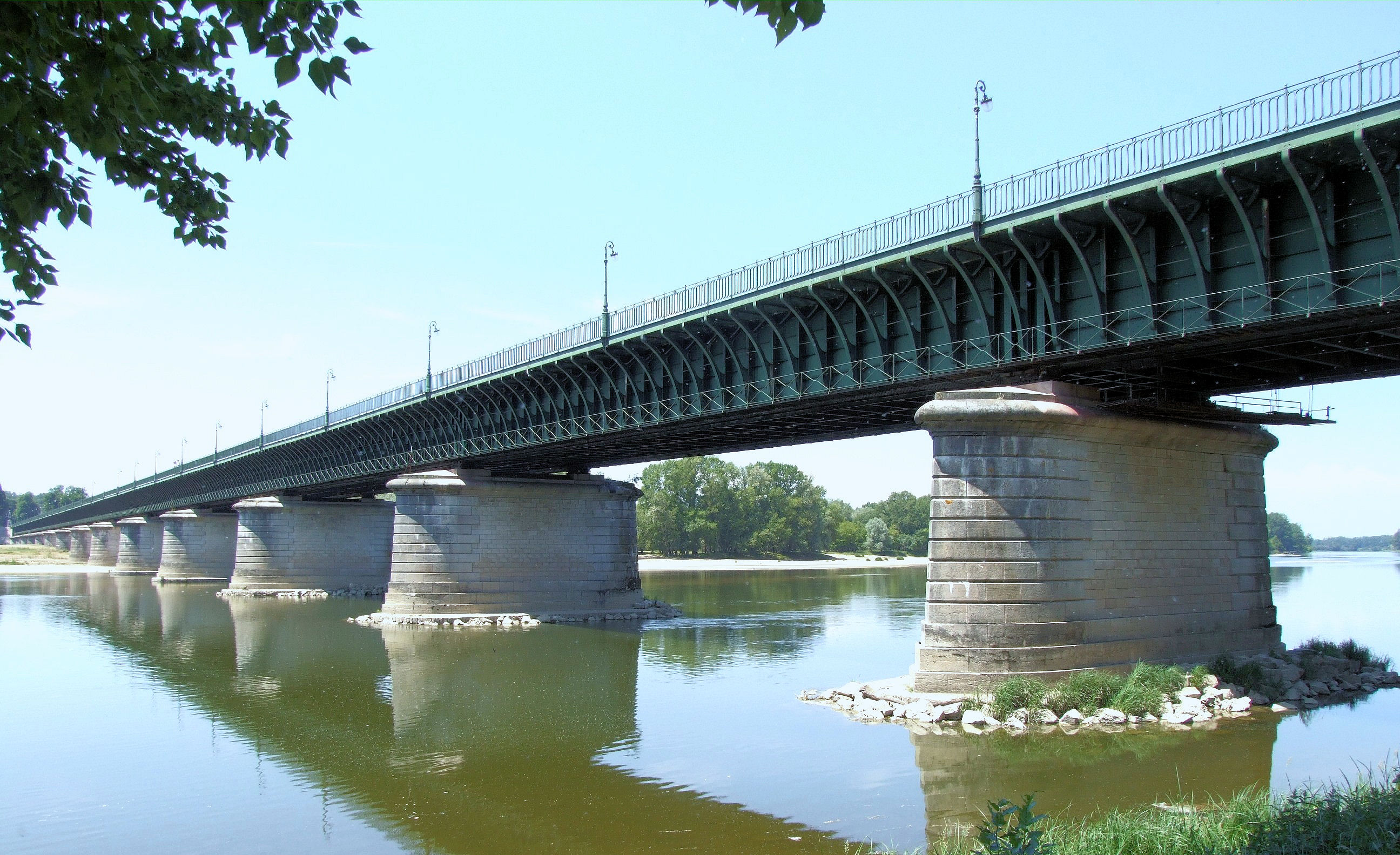
Ensemble du pont-canal sur la Loire.
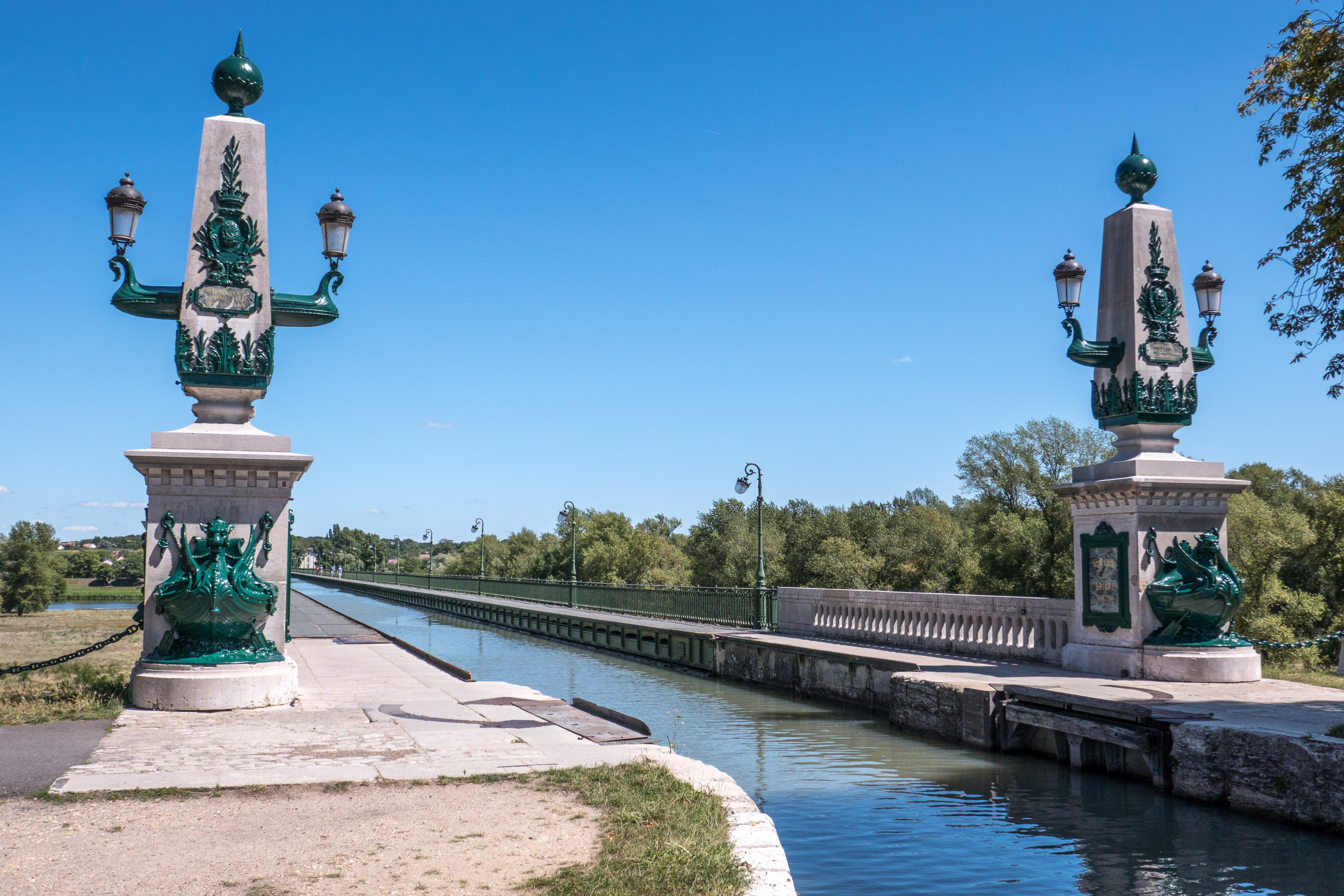
Entrée du pont.
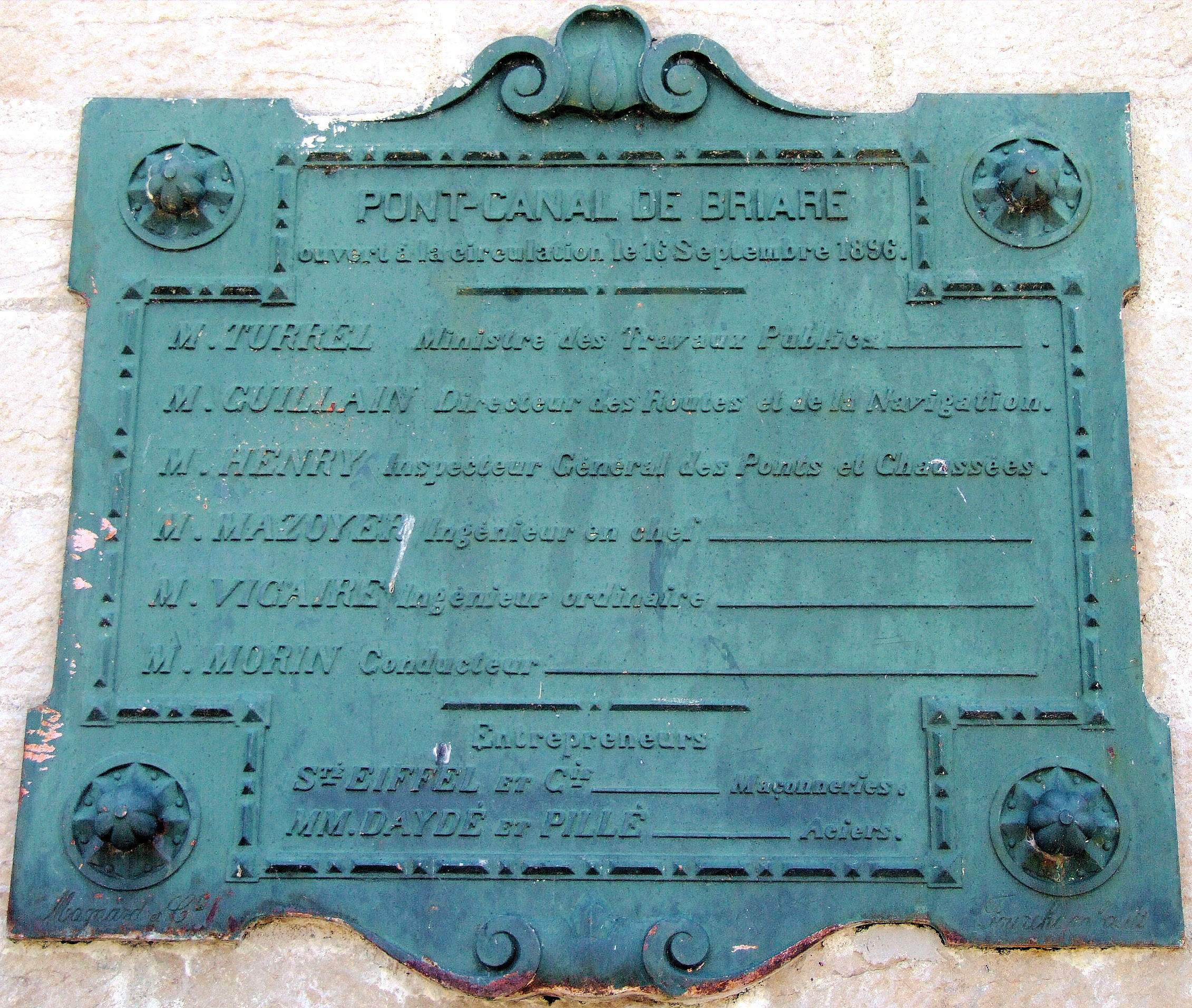
Plaque commémorative.
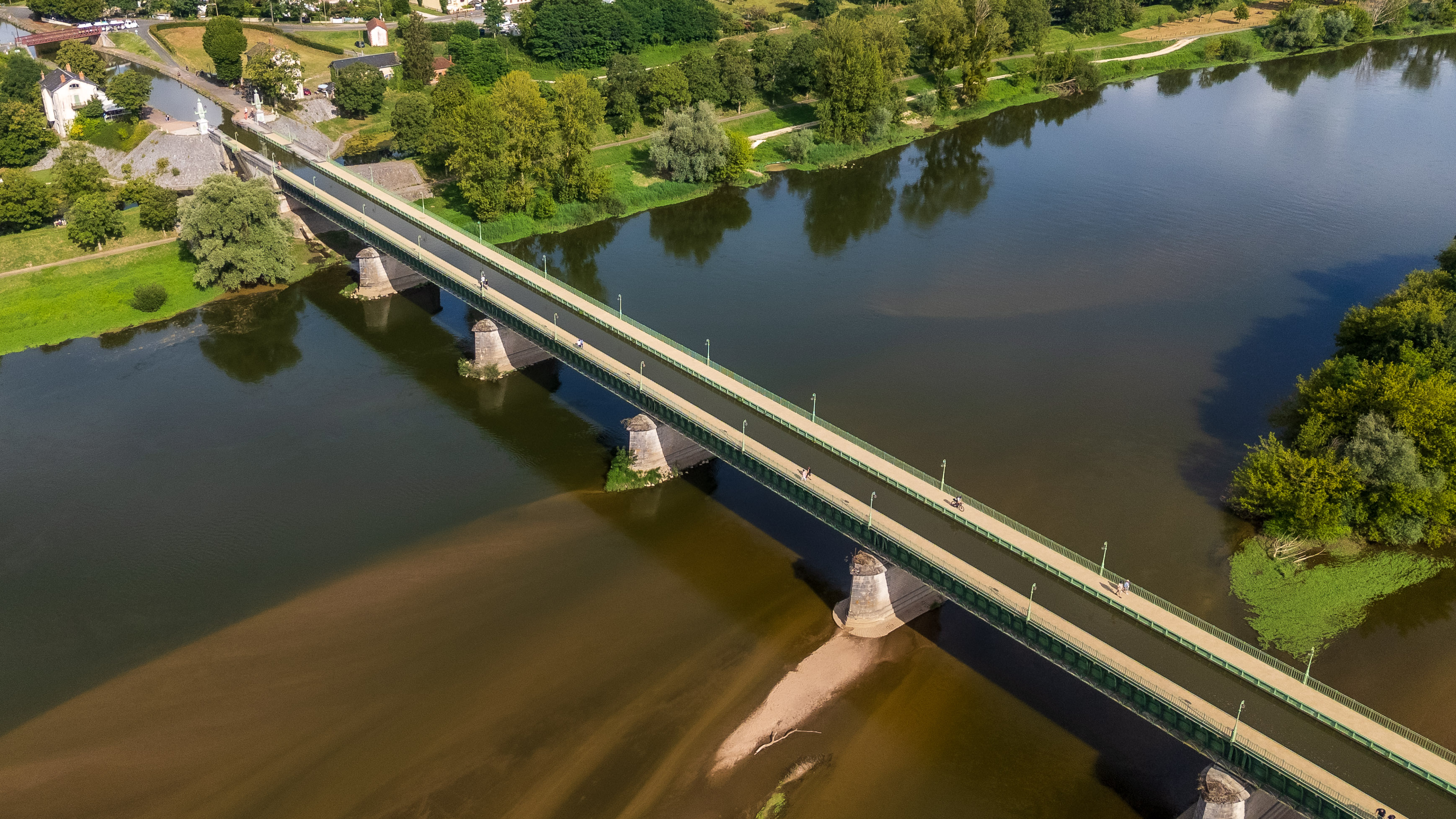
Pont-canal de Briare depuis un drone

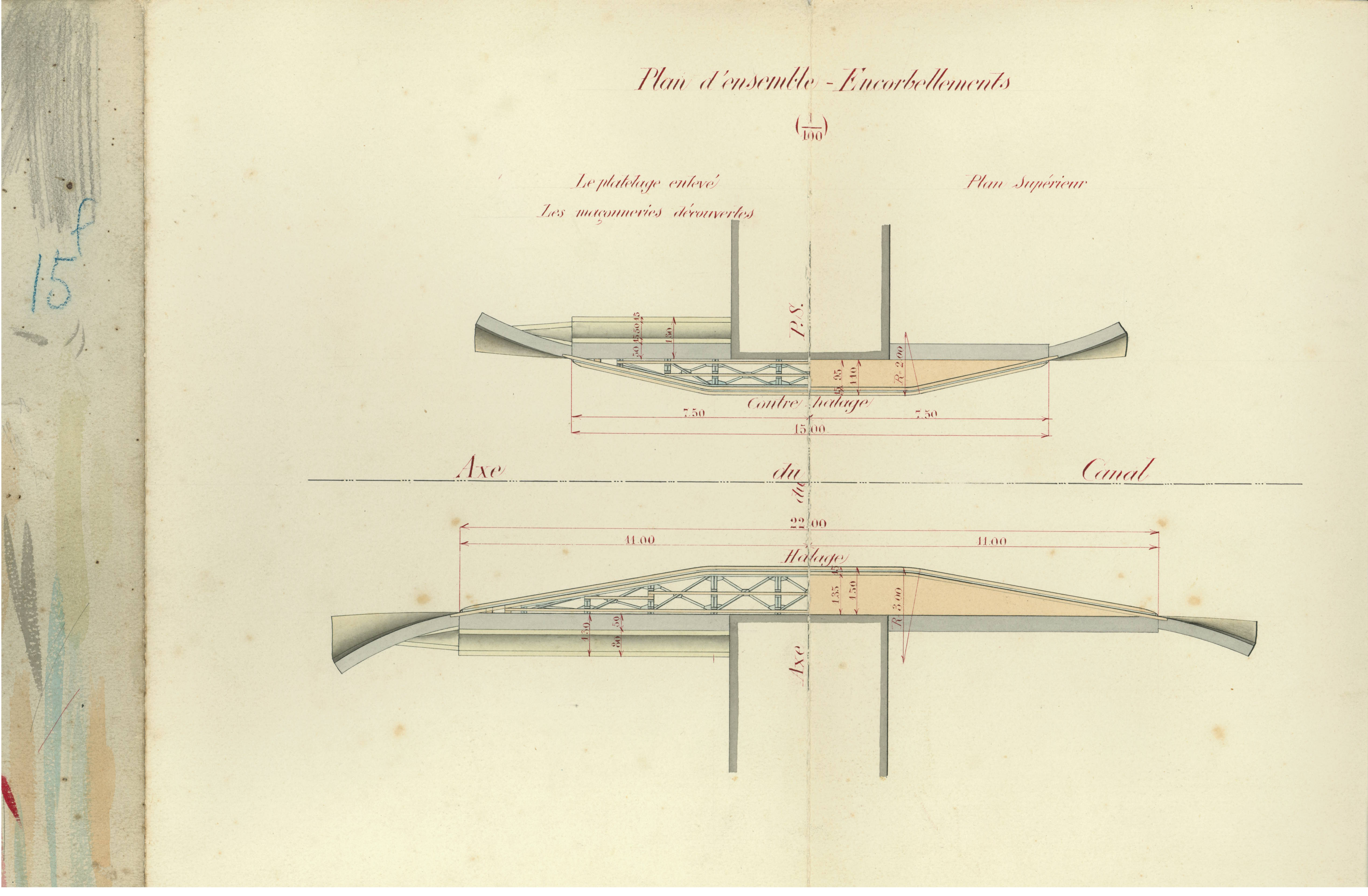
Plan retrouvé dans les archives de l'ingénieur Pierre Moreau.

## Pour approfondir